# 東電西送

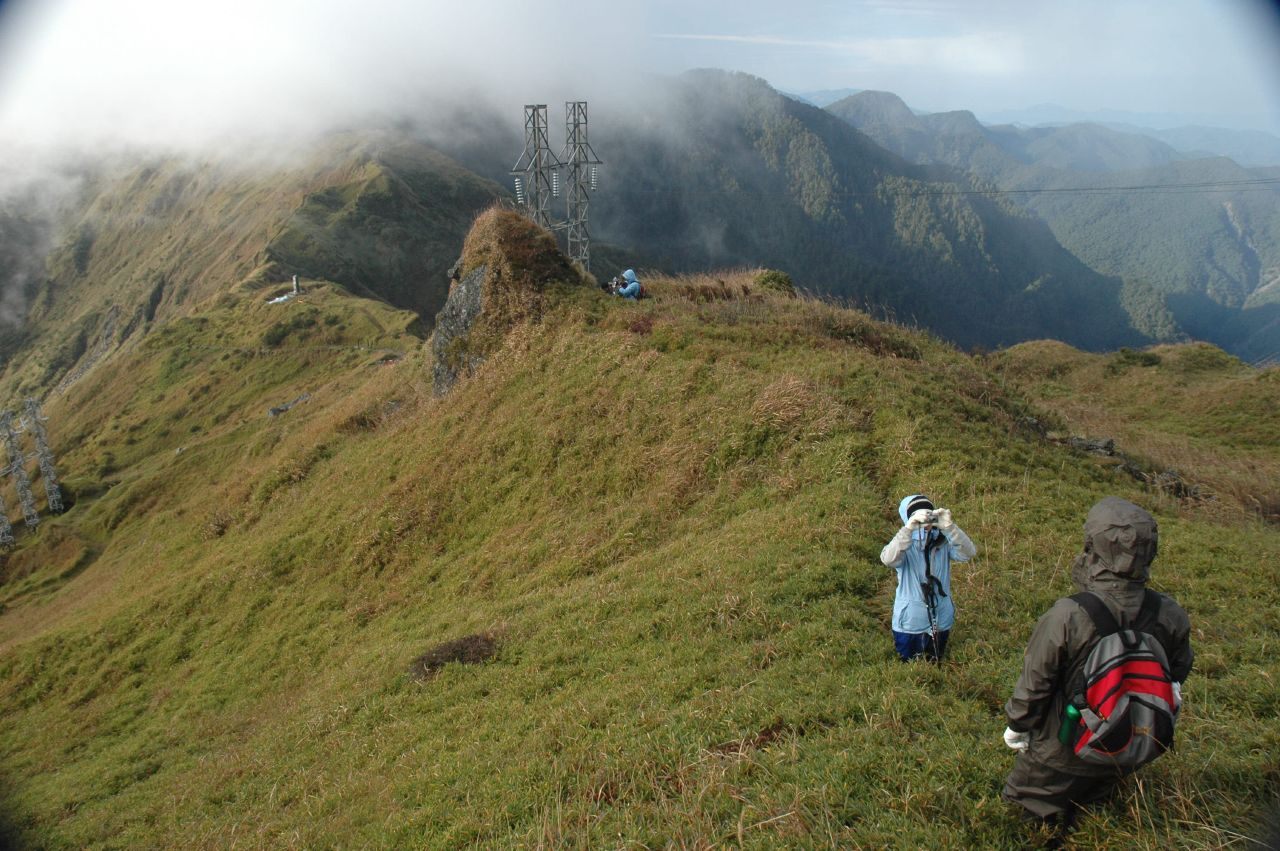
「東西輸電線」遠處為能高鞍部的「光被八表」石碑

東電西送，又稱為東西輸電線，是臺灣一項電力工程，目前有兩條線路，分別於1953年、1998年完工，均由台灣電力公司架設。

## 背景
台灣日治時期原本電力供應系統分為數個區域，由不同的電力株式會社獨立運作。日月潭水力電氣工事完工後，逐漸由台灣電力株式會社兼併。臺灣東部的電力供應亦由東台灣電力株式會社兼併。1944年開始興建154仟伏特的東西聯絡輸電線，預計兩年內完成，不過因為戰事影響，迫於人力及材料缺乏，在二戰結束前僅是完成線路測量、巡視路及開闢及木塔基礎的建築。此線路長44公里，起點為萬大水力發電所，終點為銅門發電所，跨越中央山脈及天長斷崖，工程艱鉅。
國民政府接收臺灣後，首當解決就是供電問題，因此政府的供電策略是水力發電，將日治時期所有的發電設施修復運轉，之後在美國政府資金援助之下，將臺灣東部的水力發電，透過能高越嶺古道做為架設高壓輸電線的路徑，自花蓮縣秀林鄉銅門村的龍澗發電廠開始向西輸送，由奇萊山與能高山之間的能高埡口翻越中央山脈，再到南投縣仁愛鄉親愛村的萬大發電廠連結，將電力輸送至臺灣西部。1950年，台灣電力公司獲得美援，開始興建東西聯絡輸電線，自東部的立霧發電廠起，經原台14線東段橫越中央山脈至萬大發電廠，全長44公里。第一回木桿甲線於1951年完成，第二回乙線於1953年完成。後來為了配合天輪發電廠之興建，開始建立天冷至霧峰變電所間輸電線路，於1952年8月完成。全線於1953年完工。
自1960年代起，因西部電力工程與發電量迅速成長，原東西線轉成「西電東送」為主。1998年完成另一條經由林田山、七彩湖、原台16線東段翻越中央山脈的東西向高壓輸電線，稱為「新東西輸電線」，自南投縣明潭水力發電廠及大觀二廠向東連接到花蓮縣鳳林鎮的鳳林超高壓變電所。原東西線改稱「舊東西線」，退居後援。2016年舊東西線不再送電，東西兩端解除並聯，現保線所巳撤銷；萬大至廬山間原舊東西線桿塔改成配電線路，供當地用電；銅門到奇萊間線路改為奇萊山區水壩開關的操作用電。

## 影響
東西輸電線路工程完成後，增加臺灣各重要地區的供電量及供電可靠性，也減少停電次數，對於日後臺灣工業生產有重大的貢獻。
民國88年（1999年）時接連發生729全臺大停電、921大地震，台灣西部地區許多輸電線路受損嚴重而無法送電及苦無電源啟動發電機組，幸藉由舊東西輸電線從東部銅門發電廠進行「東電西送」至西部萬大發電廠，順利轉供啟動西部發電廠機組救急。
矗立在能高鞍部、南投花蓮兩縣交界處的「光被八表·利溥民生」石碑，即為紀念此工程（舊東西輸電線）而建，由時任中華民國總統蔣中正題字。「新東西輸電線」紀念碑，則位於南投縣信義鄉與花蓮縣萬榮鄉交界、七彩湖附近稜線上，由1998年時任中華民國總統李登輝題字「光華復旦」。